# Playa Encuentro

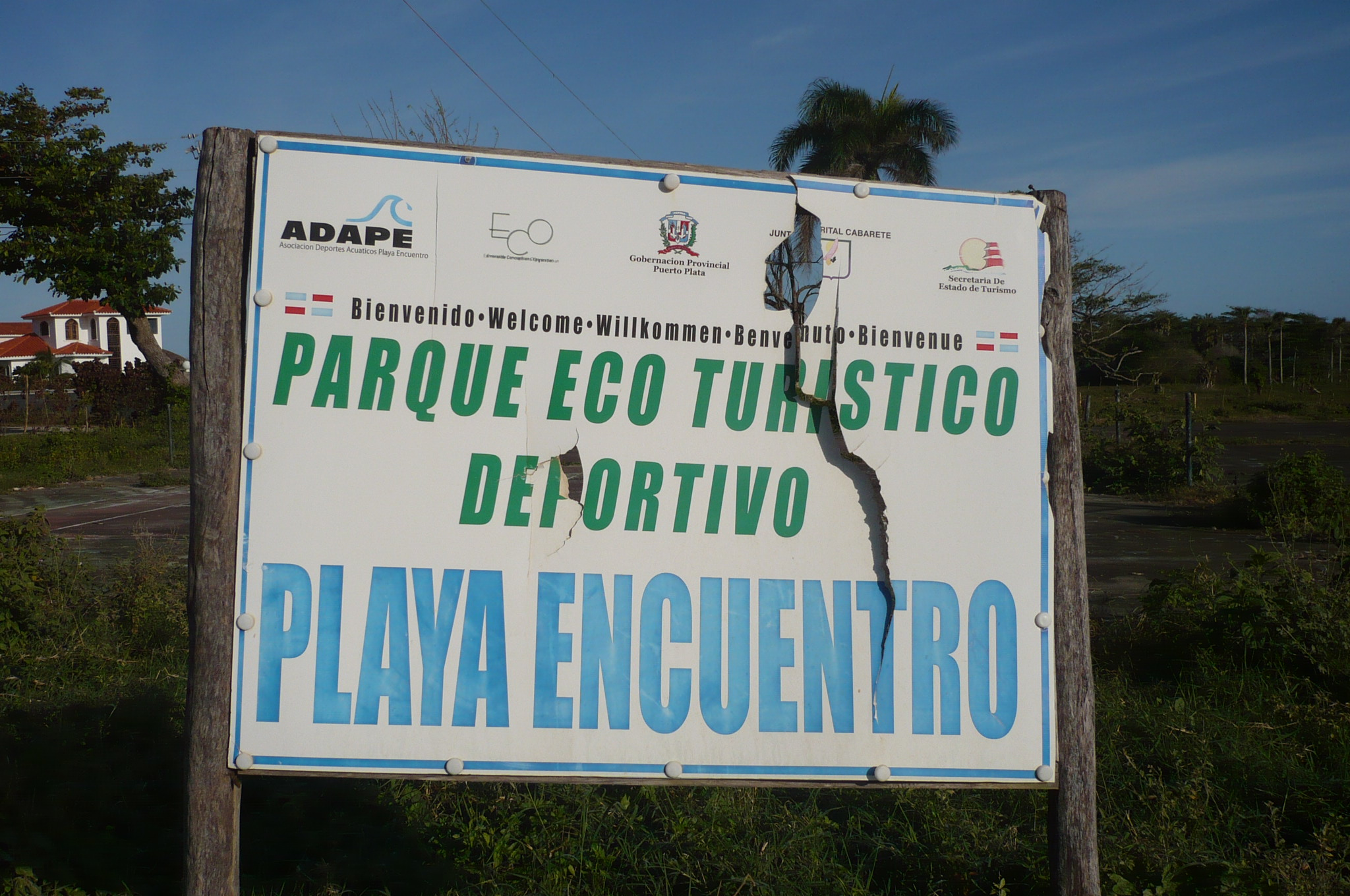
Eingangsschild

Die Playa Encuentro ist ein 1,6 Kilometer langer Strandabschnitt zwischen Cabarete und Sosúa an der Nordküste der Dominikanischen Republik. Die Anfahrt zum Strand ist nur über eine unbefestigte Straße in der Nähe der Wohnsiedlung 'Coconut Palms' zu erreichen.

## Surfbedingungen
Durch die gute Lage an der atlantischen Nordküste gibt es das ganze Jahr über einen surfbaren "Swell", wobei dieser im Sommer eher klein ausfällt. Die besten Swells sind in der Zeit von November bis Februar am Encuentro anzutreffen. In dieser Zeit, schwächt der hier vorherrschende kräftige Wind ab und ermöglicht dadurch beste Bedingungen zum Surfen. Je nach Talent und Surferfahrung kann man sein Können an drei unterschiedlichen Breaks unter Beweis stellen. Die Surfer am Encuentro unterscheiden hierbei zwischen dem "Encuentro Left Break", "Encuentro Right Break" sowie dem "Encuentro Beach Break" (befindet sich zwischen dem left und dem right break). Alle drei Wellen sind typische "Reef Breaks" und brechen somit über einem Korallenriff. Gerade für Anfänger ist die zentrale Welle zu empfehlen, da diese bei einem "Wipe Out" das geringste Verletzungsrisiko darstellt. Charakteristisch für die rechte Welle am Encuentro ist, dass diese in eine kleine Bucht bricht und somit auch eine längere Welle erzeugt, ebendiese Welle wird auch bei Wettkämpfen gesurft. Genau auf der überliegenden Seite befindet sich die linke Welle, die auch „Coco Pipe“ genannt wird. Die besonders schnelle und steile Welle bricht über einem sehr flachen Riff und kann aufgrund der Beschaffenheit auch mal eine "Barrel werfen."
Um die Vorhersagen "Forecast" herauszufinden, gibt es mehrere Möglichkeiten. Zum einen bieten die lokalen Surfshops wie der "No Work Team Surf-Shop Cabarete" oder der "Rata Surf-Shop Cabarete" jeden Tag einen Wind- und Wellenreport an und beraten diesbezüglich auch jeden, der mit den Vorhersagen nicht zurechtkommt. Zum anderen haben erfahrene Surfer die Möglichkeit online herauszufinden, welche Bedingungen in den nächsten Tagen am "Playa Encuentro" vorzufinden sind.

## Wettkämpfe
Ein weiteres Highlight am Strandabschnitt "Encuentro Playa" sind die Surfwettkämpfe, die dort jedes Jahr stattfinden, wobei zwei Wettkämpfe eine besonders große Popularität beim Publikum genießen. Im Jahre 2002 wurden die "OP Latin Pro" am Playa Encuentro ausgetragen. Der Wettkampf vereinigte über 100 professionelle Surfer aus Lateinamerika, um in fünf Kategorien (Open Surf, Junior Surf, Bodyboard, Longboard und Female Surf) die Besten unter ihnen zu bestimmen. Der wohl mit Abstand größte und zugleich populärste Wettkampf ist jedoch der "Master of the Ocean", ein Triathlon-Wettkampf bestehend aus den drei Disziplinen Windsurfen-Kitesurfen-Surfen, wobei letztere am Playa Encuentro ausgetragen wird.